# 방콕 항공
방콕 항공(태국어: บางกอกแอร์เวย์, 영어: Bangkok Airways)은 1968년에 설립된 태국의 항공사로 총 20개 노선을 취항하고 있다. 본사는 태국 방콕에 위치해 있으며, 사용하고 있는 허브 공항으로 수완나품 국제공항이 있다.

## 개요
전신은 사하콘 그룹의 자회사로 설립된 사하콘 에어로 1968년에 설립했다. 당시 10대의 경비행기를 이용해 전세기 서비스를 실시하고 있었다. 2006년부터 타이 항공과 코드 쉐어를 실시하는 등 제휴를 시작했다. 전세기 노선인 씨엠립 국제선 노선을 독점적으로 운항하고 있다.

## 운항 노선
- 2016년 11월 기준으로 방콕 항공은 다음과 같은 노선을 운항하고 있다.

### 코드쉐어 협정
- 방콕 항공은 다음과 같은 항공사와 코드쉐어 협정을 체결하고 있다.

| - KLM (스카이팀) - 가루다 인도네시아 항공 (스카이팀) - 대한항공 (스카이팀) - 라오 항공 - 말레이시아 항공 (원월드) - 실크 에어 - 싱가포르 항공 (스타 얼라이언스) - 아에로플로트 (스카이팀) - 에미레이트 항공 - 에바 항공 (스타 얼라이언스) | - 에어프랑스 (스카이팀) - 에어 아스타나 - 영국항공 (원월드) - 에티하드 항공 - 일본항공 (원월드) - 카타르 항공 (원월드) - 콴타스 항공 (원월드) - 캐세이퍼시픽 항공 (원월드) - 타이 항공 (스타 얼라이언스) - 핀에어 (원월드) |  |

## 보유 기종
- 2020년 2월 기준으로 방콕 항공은 다음과 같은 기종을 보유하고 있다.

## 사진

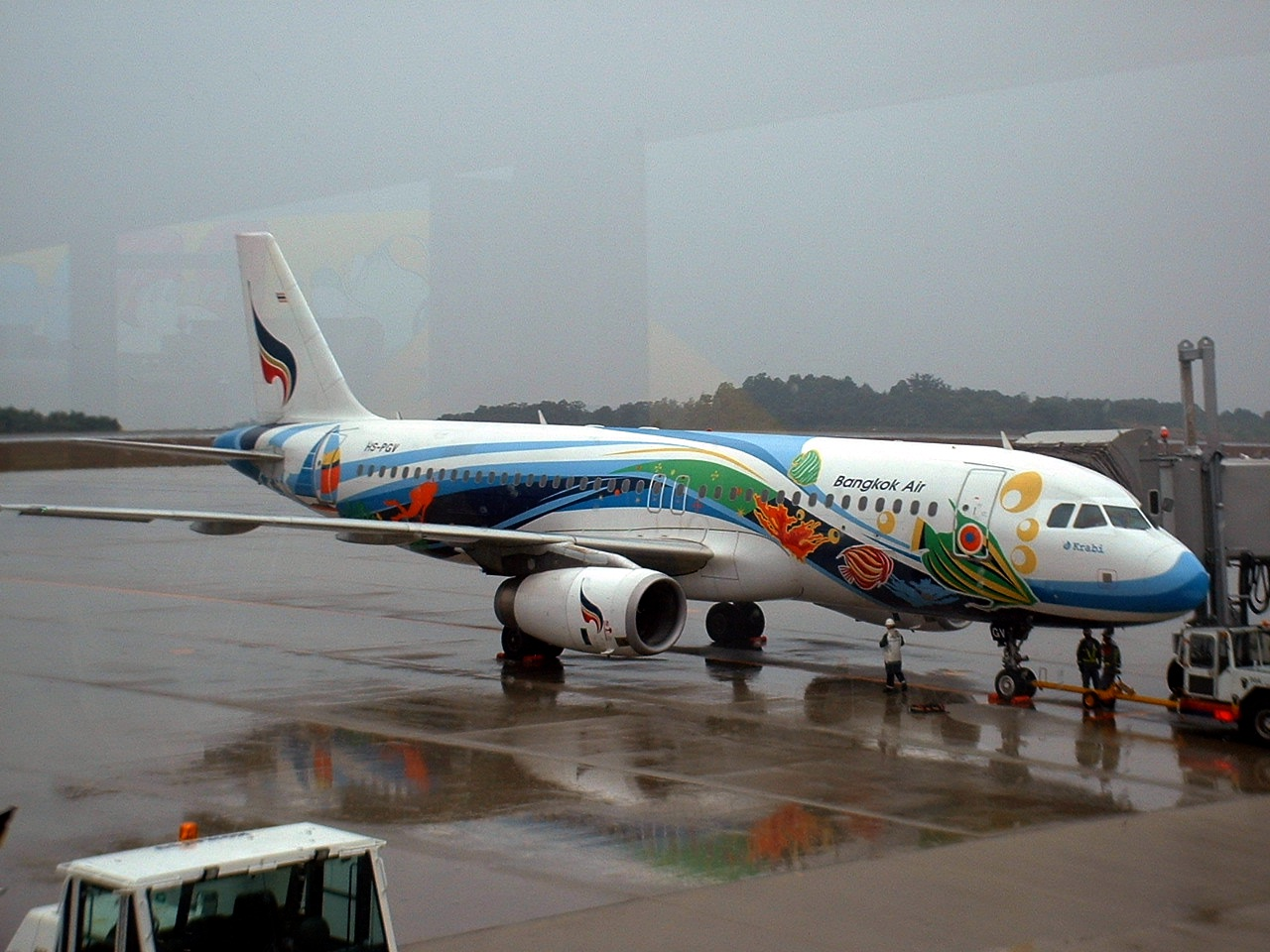
방콕 항공의 에어버스 A320-200
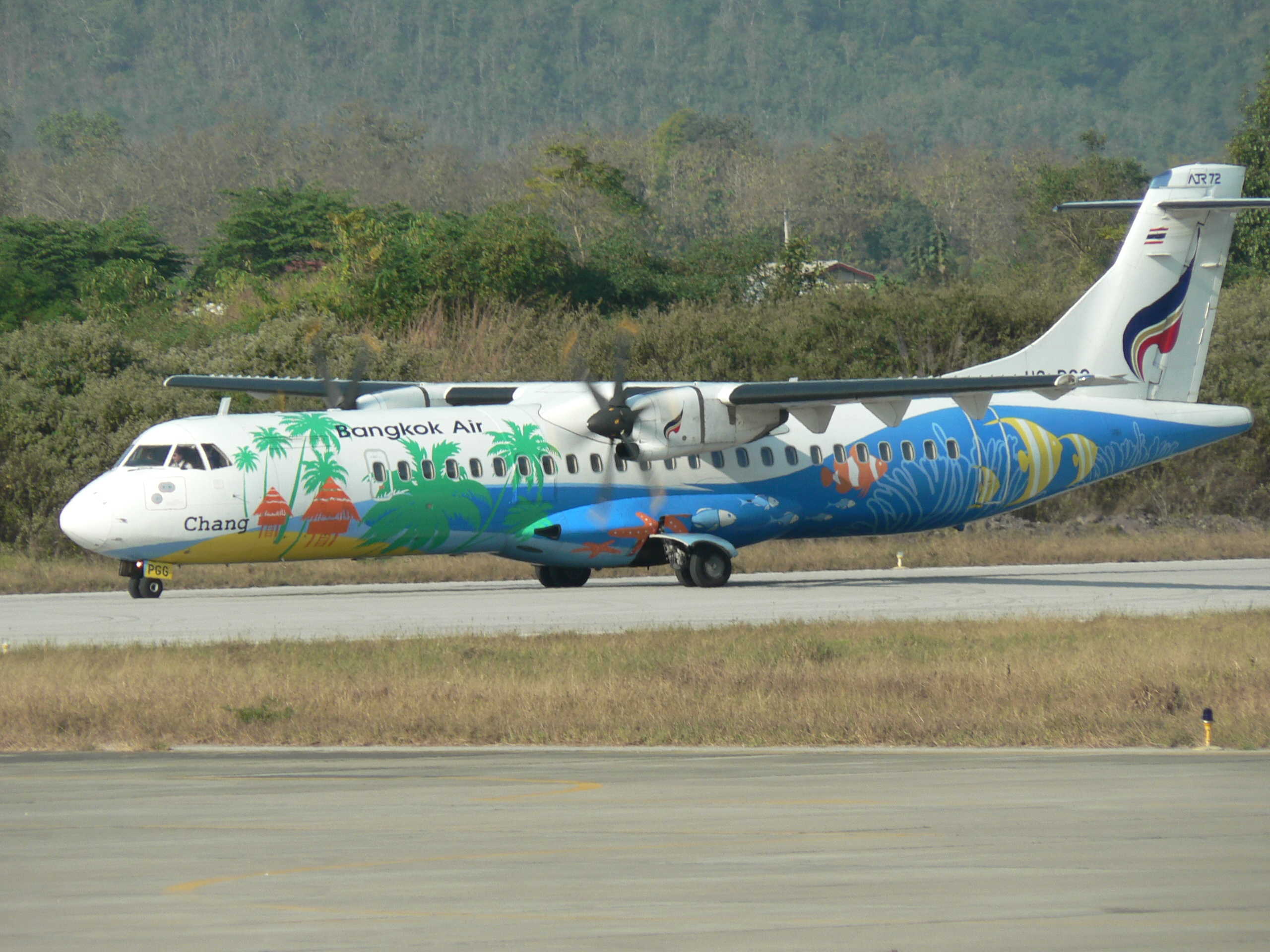
방콕 항공의 ATR 72-500
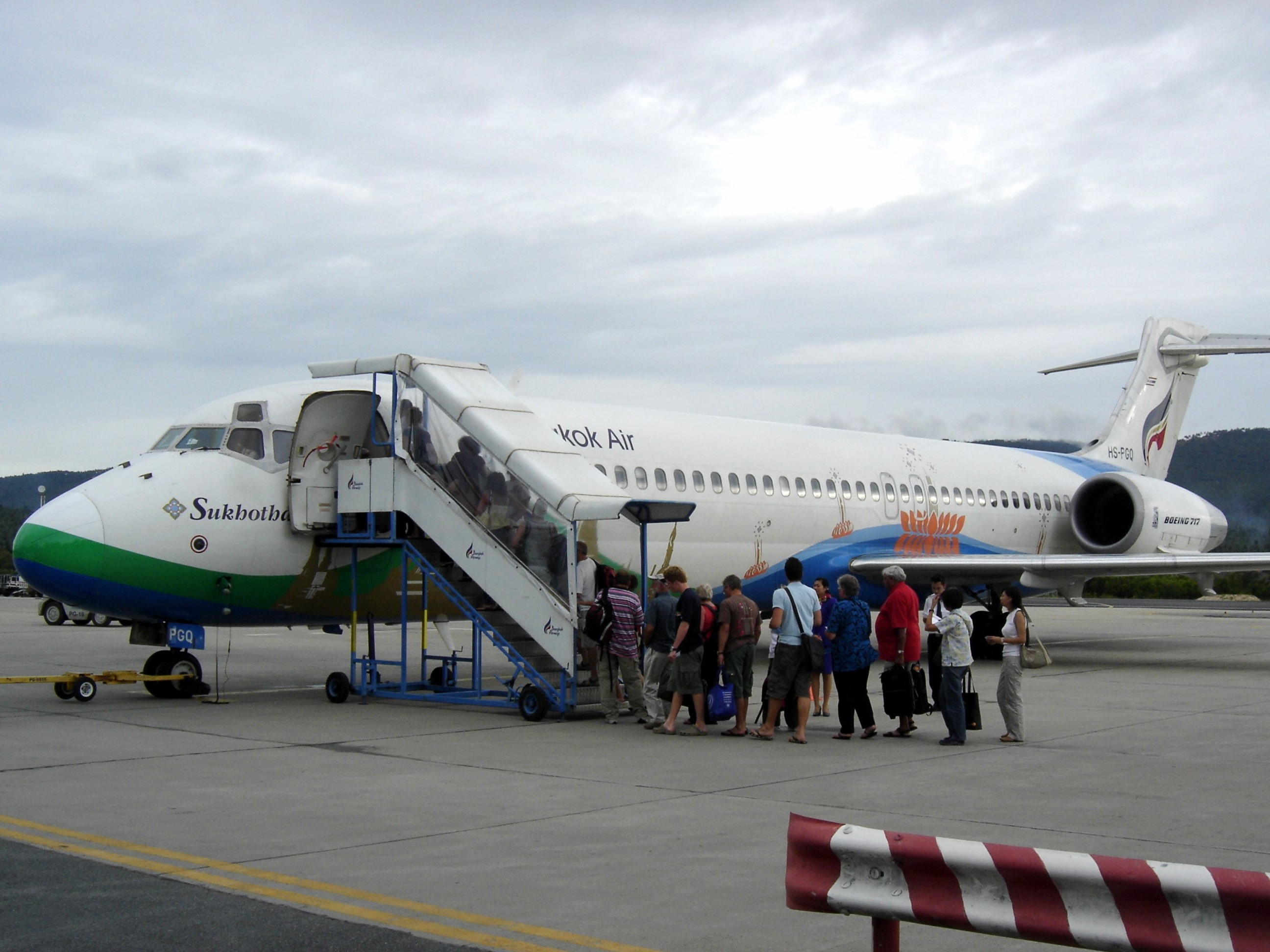
방콕 항공의 보잉 717-200
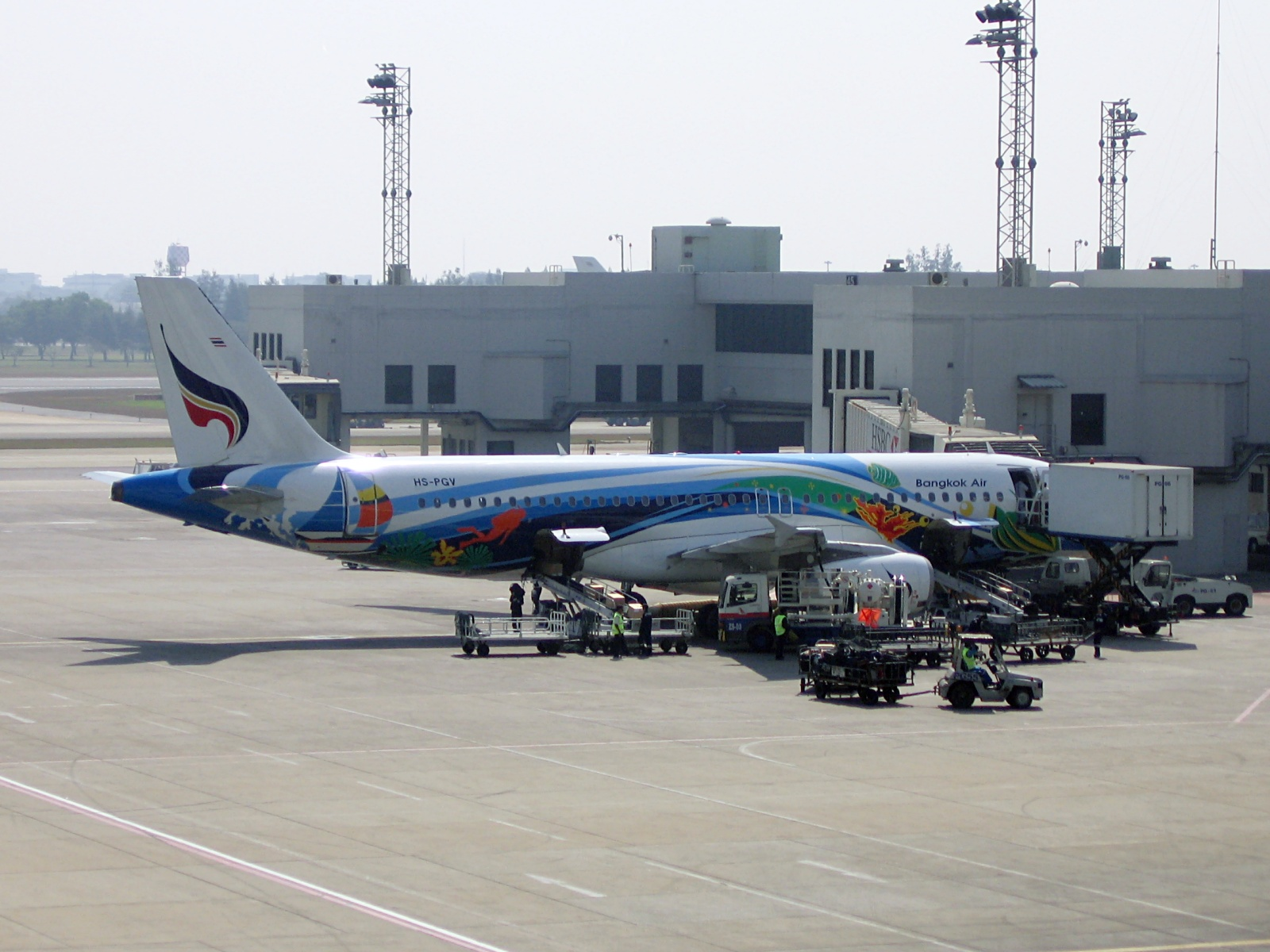
방콕 항공의 에어버스 A320-200
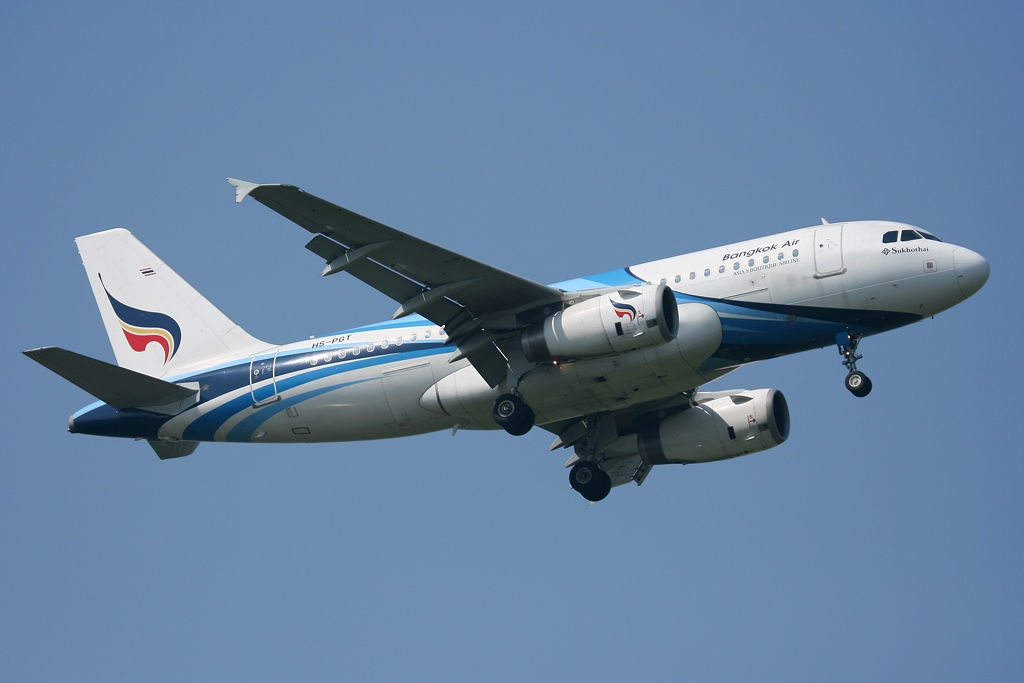
방콕 항공의 에어버스 A319-100